# Sports Illustrated Swimsuit Issue
Sports Illustrated Swimsuit Issue, noto anche come SI Swimsuit, è un numero speciale del periodico statunitense Sports Illustrated. Viene pubblicato annualmente a partire dal 1964 e contiene servizi fotografici che vedono protagoniste modelle che indossano costumi da bagno di alta moda o in body painting, con paesaggi esotici sullo sfondo.
SI Swimsuit ha contribuito a rendere il bikini, inventato nel 1946, un capo di abbigliamento socialmente accettato; è stato inoltre uno degli elementi principali per il lancio ed il consolidamento delle carriere di diverse top model.

## Storia

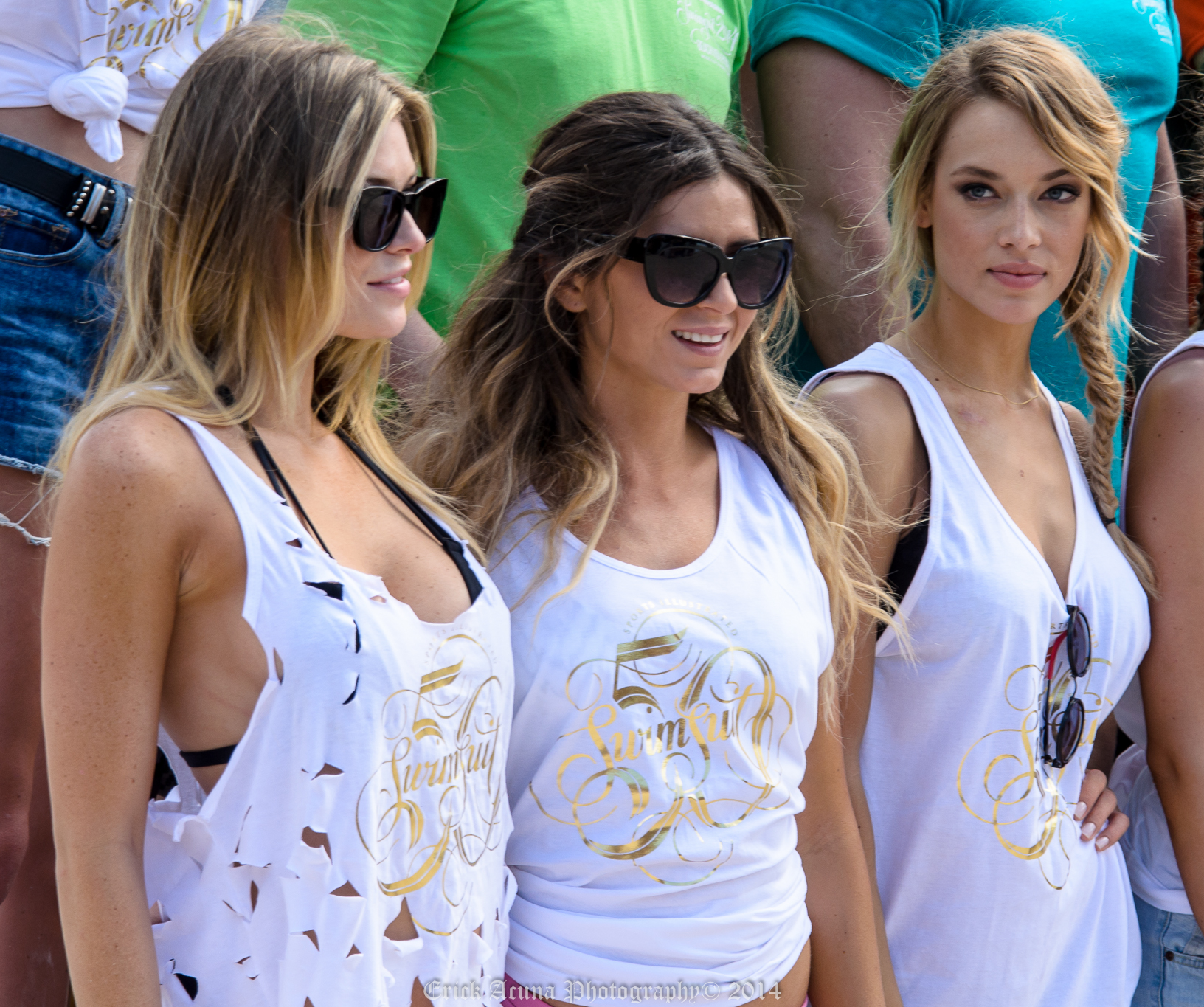
Le modelle Samantha Hoopes, Anastasia Ashley e Hannah Ferguson con una canotta che celebra i 50 anni di SI swimsuit

Negli anni '50 alcune donne apparvero sulla copertina di Sports Illustrated, ma nel 1964 uscì quello che viene considerato il numero zero dell'edizione speciale dedicata ai costumi da bagno. Quell'anno infatti, l'editore Andre Laguerre chiese alla giornalista Jule Campbell di fare dei servizi fotografici con una modella di alta moda in un paesaggio esotico; l'obiettivo era quello di avere dei contenuti per riempire lo spazio della rivista nei mesi invernali, periodo in cui il calendario sportivo statunitense conteneva poche manifestazioni e gare.
Come modella per il servizio fotografico da realizzare venne scelta Babette March, che posò in bikini sulla copertina ed in un reportage interno di cinque pagine. SI Swimsuit consentì alla Campbell di diventare una figura importante nel settore, poiché trasformò l'edizione speciale in un fenomeno mediatico, scegliendo donne californiane "più grandi e più sane" per posare per la rivista e stampando i nomi delle modelle insieme alle loro foto.
Dal 1997 il numero dedicato ai costumi da bagno è un'edizione indipendente, separata dal normale numero di Sports Illustrated. L'edizione più venduta è stata quella dedicato al 25º anniversario della rivista, con Kathy Ireland sulla copertina, ed uscita nel 1989.
Nel 2005 SI Swimsuit ha generato ricavi pubblicitari per un valore di 35 milioni di dollari e l'anno successivo ha ampliato la pubblicazione sui dispositivi portatili. Nel 2007 l'edizione è diventata inoltre disponibile per la prima volta in Cina.
Dal mese di maggio 2019 Sports Illustrated Swimsuit Issue, così come la rivista, è di proprietà di Authentic Brands Group LLC (ABG LLC), che l'ha acquistata da Meredith Corporation per 110 milioni di dollari. ABG LLC ha poi venduto, nello stesso periodo, i diritti di stampa e pubblicazione digitale della rivista alla società di media Maven Inc. per 45 milioni di dollari, con un accordo che prevede anche la compartecipazione alle entrate per almeno un decennio.
Dal 1964 al 2018 SI Swimsuit è stato pubblicato a febbraio; nel 2019 è invece uscito l'8 maggio, mentre nel 2020 e nel 2021 a luglio.

## Modelle e non-modelle

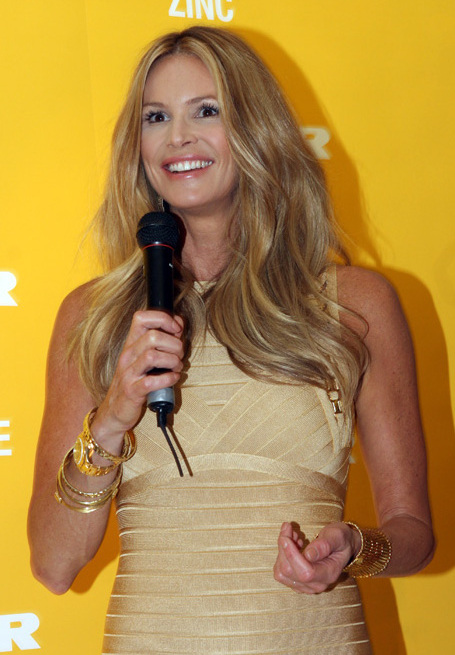
La supermodella Elle Macpherson detiene il record di apparizioni su ben 5 copertine di SI Swimsuit.

### Covergirl
La fotografia di copertina su Sports Illustrated Swimsuit è considerata molto ambita ed incisiva del processo di successione ed affermazione delle top model. Nel corso degli anni hanno posato come covergirl di SI Swimsuit:  
- 1964: Babette March
- 1965: Sue Peterson
- 1966: Sunny Bippus
- 1967: Marilyn Tindall
- 1968: Turia Mau
- 1969: Jamee Becker
- 1970: Cheryl Tiegs
- 1971: Tannia Rubiano
- 1972: Shelia Roscoe
- 1973: Dayle Haddon
- 1974: Ann Simonton
- 1975: Cheryl Tiegs
- 1976: Yvette e Yvonne Sylvander
- 1977: Lena Kansbod
- 1978: Maria João
- 1979: Christie Brinkley
- 1980: Christie Brinkley
- 1981: Christie Brinkley
- 1982: Carol Alt
- 1983: Cheryl Tiegs
- 1984: Pavlína Pořízková
- 1985: Pavlína Pořízková
- 1986: Elle Macpherson
- 1987: Elle Macpherson
- 1988: Elle Macpherson
- 1989: Kathy Ireland
- 1990: Judit Mascó
- 1991: Ashley Richardson
- 1992: Kathy Ireland
- 1993: Vendela Kirsebom
- 1994: Kathy Ireland, Elle Macpherson, Rachel Hunter
- 1995: Daniela Peštová
- 1996: Valeria Mazza e Tyra Banks
- 1997: Tyra Banks
- 1998: Heidi Klum
- 1999: Rebecca Romijn
- 2000: Daniela Peštová
- 2001: Elsa Benítez
- 2002:  Yamila Díaz Rahi
- 2003: Petra Němcová
- 2004: Veronika Vařeková poster interno Anna Kournikova
- 2005: Carolyn Murphy  poster interno Jessica White, Marisa Miller e Yamila Dìaz Rahi
- 2006: Veronika Vařeková, Elle Macpherson, Rebecca Romijn, Rachel Hunter, Daniela Peštová, Elsa Benítez, Carolyn Murphy,  Yamila Díaz Rahi poster interno Heidi Klum e Maria Sharapova
- 2007: Beyoncé Knowles poster interno Bar Refaeli
- 2008: Marisa Miller poster interno Heidi Klum
- 2009: Bar Refaeli poster interno Brooklyn Decker
- 2010: Brooklyn Decker
- 2011: Irina Shayk poster interno Kate Upton
- 2012: Kate Upton poster interno Alex Morgan
- 2013: Kate Upton poster interno Hannah Davis
- 2014: Nina Agdal, Lily Aldridge, Chrissy Teigen  rovescio: Kate Upton
- 2015: Hannah Davis
- 2016: Ronda Rousey, Hailey Clauson, Ashley Graham (3 copertine individuali)
- 2017: Kate Upton (3 diverse copertine)
- 2018: Danielle Herrington
- 2019: Tyra Banks, Camille Kostek, Alex Morgan (3 diverse copertine)
- 2020: Kate Bock, Jasmine Sanders, Olivia Culpo (4 diverse copertine)
- 2021: Megan Thee Stallion, Naomi Ōsaka, Leyna Bloom (3 diverse copertine)
- 2022: Kim Kardashian, Ciara, Maye Musk, Yumi Nu (4 diverse copertine)
- 2023: Brooks Nader, Kim Petras, Martha Stewart, Megan Fox (4 diverse copertine)

Alcune delle covergirl hanno fatto più apparizioni sulla copertina di SI Swimsuit; è il caso di Elle Macpherson, che detiene il record di 5 cover (1986, 1987, 1988, 1994, 2006), seguita da Christie Brinkley, comparsa in 3 numeri (1979, 1980, 1981) così come Cheryl Tiegs (1970, 1975, 1983), Kathy Ireland (1989, 1992, 1994), Daniela Peštová (1995, 2000, 2006), Kate Upton (2012, 2013, 2017) e Tyra Banks (1996, 1997, 2019), che è stata anche la prima covergirl afroamericana (1997). Seguono Pavlína Pořízková, apparsa come covergirl in due edizioni (1984, 1985), Rachel Hunter (1994, 2006), Rebecca Romijn (1999, 2006), Elsa Benítez (2001, 2006), Yamila Díaz (2002, 2006), Veronika Vařeková (2004, 2006) e Carolyn Murphy (2005, 2006).
La cantautrice Beyoncé è stata a prima cantante e la prima non-modella non atleta in assoluto ad apparire in copertina nel 2007, mentre Ronda Rousey, campionessa di arti marziali, è stata la prima atleta femminile a comparire su una delle tre cover di SI Swimsuit, nel 2016.
Dal 2008 al 2013 l'annuncio delle covergirl scelte per i vari numeri è avvenuto al David Letterman Show; nel 2014 e nel 2017 è stato scelto il Jimmy Kimmel Live!. Nel 2015 è stata la volta del The Tonight Show condotto da Jimmy Fallon, mentre le copertine del 2019 sono state invece annunciate in esclusiva su Good Morning America nella puntata dell'8 maggio, che ha visto come ospiti presenti in studio Tyra Banks e Camille Kostek, entrambe apparse sulle cover di quell'anno. Nel 2022 Maye Musk, a 74 anni, è stata la modella più anziana ad apparire sulla copertina della rivista.

### Servizi fotografici per edizione

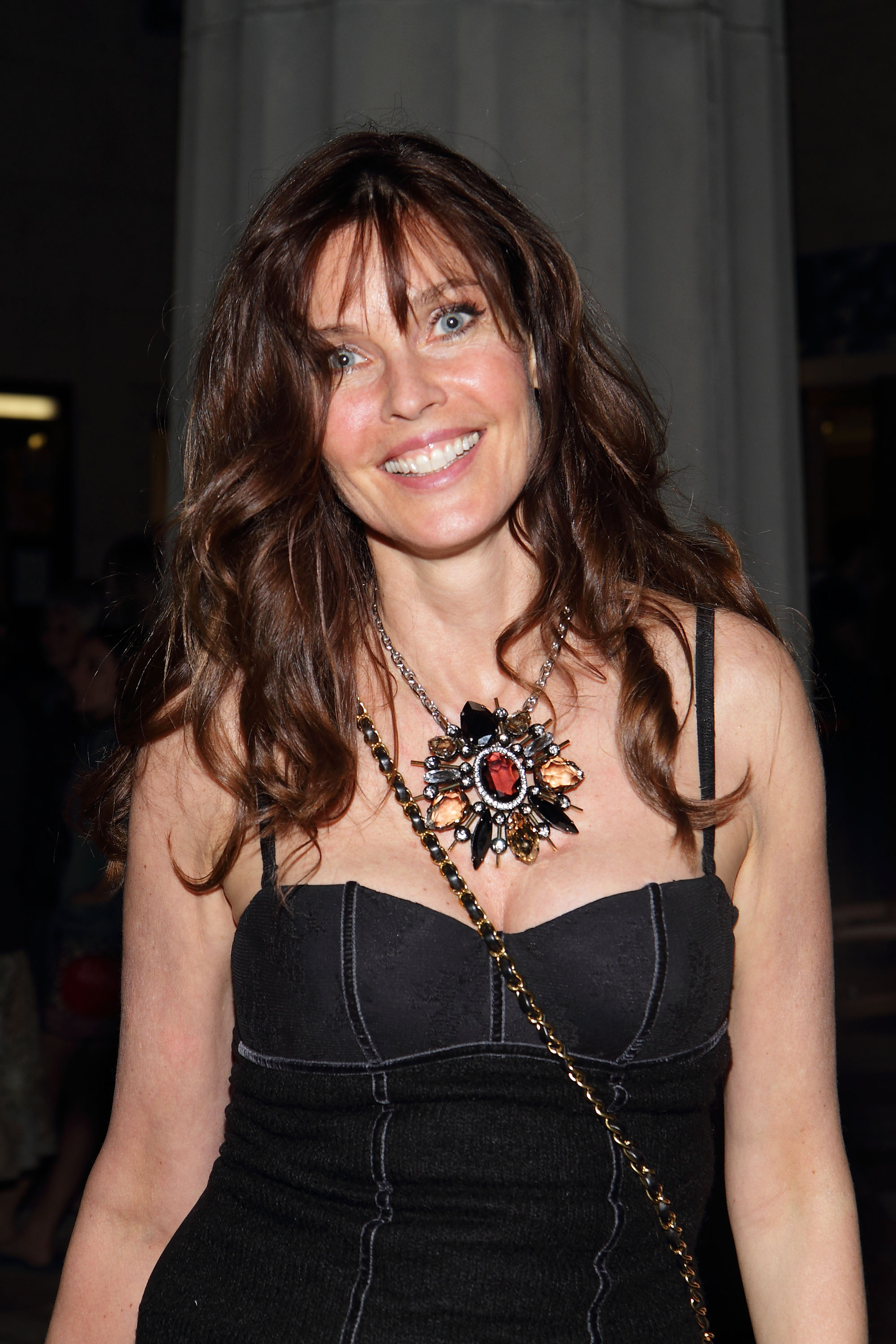
Carol Alt è una delle modelle che ha posato più volte per servizi fotografici pubblicati su Sports Illustrated Swimsuit Issue.

Oltre alla copertina, molte top model e non-modelle sono comparse su Sports Illustrated Swimsuit Issue, insieme a celebrità attive nel mondo della musica e dello spettacolo. Hanno posato per la rivista:
- 1964: Altre modelle non identificate
- 1965: Jesse Sanders, Mary Studevant
- 1966: Suzy Smith
- 1967: Lynn Brophy, Erin Gray
- 1968: Paulette Kieon, Micheline Lee, Hina Tama
- 1969: Erin Gray, Vicky Howard
- 1970: Kay Hughes, Katy Loghry, Ann Peterson, Paula Warner
- 1971: Cynthia Korman, Carmen Luisa Vela
- 1972: Samantha Jones, Annette Molen, Pixie Petersen, Maggie Smith, Cheryl Tiegs
- 1973: Barbra Ehn, Jane Gill, Libby Otis
- 1974: Carol Latimer, Libby Otis, Cheryl Tiegs
- 1975: Christie Brinkley, Margaux Hemingway
- 1976: Christie Brinkley, Cheryl Tiegs
- 1977: Barbara Minty, Cheryl Tiegs
- 1978: Christie Brinkley, Monique Moura de Carvalho
- 1979: Barbara Carrera, Apollonia van Ravenstein
- 1980: Irina Gerasimenko, Jocelyn Javits, Bernadette Swann
- 1981: Carol Alt, Kelly Emberg, Lena Kansbod • Rita Tellone
- 1982: Kim Alexis, Charissa Craig, Kathryn Redding
- 1983: Kim Alexis, Carol Alt. Kelly Emberg, Pavlína Pořízková, Hilary Safire
- 1984: Kim Alexis, Carol Alt, Kelly Emberg, Kathy Ireland, Jean Pelton
- 1985: Kim Alexis, Kathy Ireland, Elle Macpherson, Sarah Nursey, Renée Simonsen
- 1986: Jenna de Rosnay, Kelly Emberg, Kathy Ireland, Coco Mitchell, Pavlina Pořízková
- 1987: Karen Alexander, Kim Alexis, Carol Alt, Kathy Ireland, Monika Schnarre, Renée Simonsen
- 1988: Karen Alexander, Kim Alexis, Cindy Crawford, Kathy Ireland, Estelle Lefébure, Stephanie Seymour
- 1989: Carol Alt, Sabrina Barnett, Christie Brinkley, Kelly Emberg, Rachel Hunter, Estelle Lefèbure, Elle Macpherson, Pavlina Pořízková, Ashley Richardson, Stephanie Seymour, Yvette Sylvander, Yvonne Sylvander, Cheryl Tiegs, Maria von Hartz, Kara Young
- 1990: Sabrina Barnett, Michaela Bercu, Anna Getaneh, Rachel Hunter, Kathy Ireland, Estelle Lefébure, Elle Macpherson, Ashley Richardson, Maria von Hartz, Louise Vyent, Akure Wall, Roshumba Williams
- 1991: Monica Bellucci, Rosie de la Cruz, Angie Everhart, Rachel Hunter, Kathy Ireland, Elle Macpherson, Judit Masco, Stephanie Seymour, Roshumba Williams
- 1992: Naomi Campbell, Angie Everhart, Vendela Kirsebom, Judit Masco, Gail O'Neill, Pavlína Pořízková, Ashley Richardson, Roshumba Williams, Stacey Williams, Shana Zadrick
- 1993: Tyra Banks, Britta Dubbels, Rachel Hunter, Kathy Ireland, Estelle Lefébure, Ashley Richardson, Ingrid Seynhaeve, Amber Smith, Maria von Hartz, Stacey Williams
- 1994: Veronica Blume, Jenny Brunt, Angie Everhart, Kate James, Vendela Kirsebom, Judit Masco, Lana Ogilvie, Rebecca Romijn, Ingrid Seynhaeve, Amber Smith, Aya Thorgren, Dara Torres, Patricia Velásquez, Roshumba Williams, Stacey Williams
- 1995: Angie Everhart, Yasmeen Ghauri, Vendela Kirsebom, Roberta Little, Judit Masco, Ashley Richardson, Rebecca Romijn, Ingrid Seynhaeve, Talisa Soto, Cheryl Tiegs, Patricia Velázquez, Manon von Gerkan, Stacey Williams
- 1996: Angie Everhart, Kathy Ireland, Georgianna Robertson, Rebecca Romijn, Ingrid Seynhaeve, Stacey Williams, Manon von Gerkan
- 1997: Naomi Campbell, Laetitia Casta, Yasmeen Ghauri, Steffi Graf, Eva Herzigová, Vendela Kirsebom, Valeria Mazza, Karen Mulder, Navia Nguyen, Chandra North, Karri Poppinga, Brandi Quiñones, Gabrielle Reece, Niki Taylor, Stacey Williams
- 1998: Tyra Banks, Caprice Bourret, Laetitia Casta, Caroline Louise Forsling, Eva Herzigová, Heidi Klum, Tanga Moreau, Karen Mulder, Chandra North, Irina Pantaeva, Lorraine Pascale, Daniela Peštová, Rebecca Romijn, Beri Smither, Niki Taylor, Stacey Williams
- 1999: Kadra Ahmed-Omar, Michelle Behennah, Laetitia Casta, Yamila Díaz-Rahi, Amber Noelle Ehresmann, Lujan Fernandez, Eva Herzigová, Heidi Klum, Chandra North, Sarah O'Hare, Andrea Orme, Daniela Peštová, Audrey Quock, Tamara Spoelder, Veronika Vařeková
- 2000: Kylie Bax, Michelle Behennah, Elsa Benítez, Laetitia Casta, Yamila Díaz, Luján Fernández, Kristy Hinze ,Malia Jones, Heidi Klum, Melania Knauss, Shakara Ledard, Ana Paula Lemes, Noémie Lenoir, Josie Maran, Carré Otis, Audrey Quock, Gabrielle Reece, Rachel Roberts, Molly Sims, Veronika Vařeková, Estella Warren, Ben Crenshaw, Evander Holyfield, Jason Kidd, Glen Rice, Bill Romanowski, Junior Seau, Ricky Williams
- 2001: Michelle Behennah, Aurélie Claudel, Yamila Díaz, Lujan Fernandez, Janelle Fishman, Heidi Klum, Shakara Ledard, Kim Lemanton, Noémie Lenoir, Shirley Mallmann, Josie Maran, Petra Němcová, Daniela Peštová, Audrey Quock, Molly Sims, Fernanda Tavares, Veronika Vařeková, Amy Wesson
- 2002: Ana Beatriz Barros, Elsa Benítez, Ehrinn Cummings, Isabeli Fontana, Bridget Hall, Melissa Keller, Heidi Klum, Shakara Ledard, Vanessa Lorenzo, Josie Maran, Carla Maria, Marisa Miller, Annie Morton, Petra Němcová, Chandra North, Daniela Peštová, Audrey Quock, Molly Sims, Veronika Vařeková
- 2003: Michelle Alves, May Andersen, Ana Beatriz Barros, Yamila Díaz, Reka Ebergenyi, Isabeli Fontana, Ekaterina Gordeeva, Bridget Hall, Rachel Hunter, Melissa Keller, Noémie Lenoir, Juliana Martins, Marisa Miller, Sarah O'Hare, Daniela Peštová, Audrey Quock, Molly Sims, Fernanda Tavares, Jessica White, Serena Williams
- 2004: May Andersen, Ana Beatriz Barros, Elsa Benítez, Yamila Díaz, Bridget Hall, Melissa Keller, Anna Kurnikova, Noémie Lenoir, Angela Lindvall, Marisa Miller, Fernanda Motta, Carolyn Murphy, Petra Němcová, Daniela Peštová, Frankie Rayder, Molly Sims, Jessica Van Der Steen, Jessica White, Serena Williams, Eddie George, Tony Hawk, Petr Nedvěd, Alex Rodriguez, Jose Santos. 
 40º anniversario: Elle Macpherson, Paulina Porizkova, Rachel Hunter, Tyra Banks, Valeria Mazza, Stacey Williams, Heidi Klum, Cheryl Tiegs, Roshumba Williams, Christie Brinkley, Vendela Kirsebom
- 2005: Michelle Alves, Amanda Beard, Ana Beatriz Barros, Yamila Diaz-Rahi, Jennie Finch, Alicia Hall, Bridget Hall, Lauren Jackson, Shakara Ledard, Michelle Lombardo, Marisa Miller, Fernanda Motta, Petra Nemcova, Oluchi Onweagba, Frankie Rayder, Daniella Sarahyba, Mallory Snyder, Anne V, Jessica Van Der Steen, Veronika Vařeková, Jessica White, Venus Williams, A.J. Feeley, Richard Jefferson, Keyshawn Johnson, Mark McGwire
- 2006: Ana Beatriz Barros, Carla Campbell, Brooklyn Decker, Bridget Hall, Heidi Klum, Noémie Lenoir, Marisa Miller, Fernanda Motta, Aline Nakashima, Petra Němcová, Oluchi Onweagba, Pania Rose, Daniella Sarahyba, Maria Sharapova, Molly Sims, Mallory Snyder, Yésica Toscanini, Anne V
- 2007: Ana Paula Araújo, Ana Beatriz Barros, Brooklyn Decker, Yamila Díaz, Selita Ebanks, Julie Henderson, Marisa Miller, Fernanda Motta, Aline Nakashima, Raica Oliveira, Oluchi Onweagba, Tori Praver, Bar Refaeli, Daniella Sarahyba, Irina Shayk, Fernanda Tavares, Yésica Toscanini, Anne V, Veronika Vařeková, Jessica White, Aerosmith, Gnarls Barkley, Jimmy Buffett, Kanye West, Kenny Chesney.
- 2008: Melissa Baker, Ana Beatriz Barros, Yasmin Brunet, Jeísa Chiminazzo, Brooklyn Decker, Selita Ebanks, Jessica Gomes, Quiana Grant, Melissa Haro, Julie Henderson, Jarah Mariano, Oluchi Onweagba, Danica Patrick, Tori Praver, Bar Refaeli, Daniella Sarahyba, Irina Shayk, Anne V, Jessica White
- 2009: Kim Cloutier, Brooklyn Decker, Cintia Dicker, Lucia Dvorská, Esti Ginzburg, Jessica Gomes, Melissa Haro, Jessica Hart, Julie Henderson, Damaris Lewis, Jarah Mariano, Ariel Meredith, Tori Praver, Bar Refaeli, Hilary Rhoda, Daniella Sarahyba, Irina Shayk, Anne V, Jessica White
- 2010: Clair Bidez, Sarah Brandner, Abbey Clancy, Cheryl Burke, Sonia Dara, Bethany Dempsey, Cintia Dicker, Zoe Duchesne, Esti Ginzburg, Jessica Gomes, Ashley Greene, Julie Henderson, Chelsie Hightower, Ana Ivanović, Damaris Lewis, Genevieve Morton, Julie Ordon, Dominique Piek, Bar Refaeli, Hilary Rhoda, Daniella Sarahyba, Melissa Satta, Lacy Schnoor, Irina Shayk, Edyta Śliwińska, Chrissy Teigen, Hannah Jeter, Anna Trebunskaya, Anne V, Lindsey Vonn, Jessica White
- 2011: Shannan Click, Brooklyn Decker, Cintia Dicker, Kenza Fourati, Leryn Franco, Esti Ginzburg, Kimberly Glass, Jessica Gomes, Izabel Goulart, Julie Henderson, Ashley Hebert, Damaris Lewis, Alyssa Miller, Michelle Money, Genevieve Morton, Chantal O'Brien, Hilary Rhoda, Bruna Schmitz, Jessica Szohr, Christine Teigen, Kate Upton, Anne V, Jessica White
- 2012: Nina Agdal, Adaora Akubilo, Natalie Coughlin, Cintia Dicker, Jessica Gomes, Izabel Goulart, Kirby Griffin, Natalie Gulbis, Julie Henderson, Ariel Meredith, Alyssa Miller, Alex Morgan, Genevieve Morton, Jessica Perez, Bar Rafaeli, Crystal Penn, Irina Shayk, Christine Teigen, Michelle Vawer, Anne V
- 2013: Nina Agdal, Adaora Akubilo, Natasha Barnard, Alana Blanchard, Kate Bock, Hannah Davis, Eva de Goede, Cintia Dicker, Emily DiDonato, Jessica Gomes, Julie Henderson, Ellen Hoog, Michelle Jenneke, Ariel Meredith, Alyssa Miller, Genevieve Morton, Jessica Perez, Irina Shayk, Chrissy Teigen, Anne V
- 2014: Natasha Barnard, Kate Bock, Hannah Davis, Emily DiDonato, Hannah Ferguson, Jessica Gomes, Gigi Hadid, Bregje Heinen, Samantha Hoopes, Marloes Horst, Chanel Iman, Lauren Mellor, Ariel Meredith, Genevieve Morton, Emily Ratajkowski, Sara Sampaio, Irina Shayk, Kate Upton, Cris Urena, Anne V, Valerie van der Graaf
- 2015: Nina Agdal, Lily Aldridge, Rose Bertram, Kate Bock, Hailey Clauson, Emily DiDonato, Hannah Ferguson, Jessica Gomes, Gigi Hadid, Erin Heatherton, Samantha Hoopes, Chanel Iman, Robyn Lawley, Ariel Meredith, Solveig Mørk Hansen, Genevieve Morton, Emily Ratajkowski, Kelly Rohrbach, Ronda Rousey, Sara Sampaio, Irina Shayk, Ashley Smith, Chrissy Teigen, Caroline Wozniacki
- 2016: Nina Agdal, Lily Aldridge, Rose Bertram, Kate Bock, Hannah Davis, Emily DiDonato, Hannah Ferguson, Gigi Hadid, Erin Heatherton, Samantha Hoopes, Chanel Iman, Bo Krsmanović, Robyn Lawley, Tanya Mityushina, Barbara Palvin, Sofia Resing, Kelly Rohrbach, Irina Shayk, Chrissy Teigen, Lindsey Vonn, Caroline Wozniacki 
Swimsuit for All: Nicola Griffin, Philomena Kwao
- 2017: Nina Agdal, Bianca Balti, McKenna Berkley, Rose Bertram, Simone Biles, Kate Bock, Eugenie Bouchard, Christie Brinkley, Sailor Brinkley Cook, Hailey Clauson, Myla Dalbesio, Anne de Paula, Hannah Ferguson, Kelly Gale, Ashley Graham, Danielle Herrington, Samantha Hoopes, Lisa Marie Jaftha, Hannah Jeter • Alexa Ray Joel • Mia Kang • Bo Krsmanović • Robyn Lawley • Hunter McGrady • Barbara Palvin • Aly Raisman, Lais Ribeiro, Vita Sidorkina, Chrissy Teigen, Serena Williams, Caroline Wozniacki
- 2018: Allie Ayers, Bianca Balti, Kate Bock, Eugenie "Genie" Bouchard, Sailor Brinkley Cook, Chase Carter, Hailey Clauson, Olivia Culpo, Myla Dalbesio, Ebonee Davis, Anne de Paula, Iyonna Fairbanks, Georgia Gibbs, Ashley Graham, Robin Holzken, Samantha Hoopes, Brenna Huckaby, Olivia Jordan, Haley Kalil, Camille Kostek, Raven Lyn, Tabria Majors, Hunter McGrady, Barbara Palvin, Paulina Porizkova, Aly Raisman, Alexis Ren, Lais Ribeiro, Vita Sidorkina, Paige Spiranac, Sloane Stephens, Kate Upton, Kate Wasley, Jasmyn Wilkins
- 2019: Halima Aden, Jessica Aidi, Manuela Alvarez Hernandez, Simone Biles, Kate Bock, Olivia Brower, Hailey Clauson, Olivia Culpo,  Abby Dahlkemper, Myla Dalbesio, Anne de Paula, Crystal Dunn, Winnie Harlow, Danielle Herrington, Robin Holzken, Samantha Hoopes, Haley Kalil, Tara Lynn, Hunter McGrady, Kelsey Merritt, Raine Michaels, Brooks Nader, Barbara Palvin, Veronica Pome'e, Paulina Porizkova, Megan Rapinoe, Lais Ribeiro, Jasmine Sanders, Paige VanZant, Lindsey Vonn, Erin Willerton
- 2020: Anita Marshal, Anne de Paula, Brielle Anyea, Brooks Nader, Camille Kostek, Caroline Marks, Christie Valdiserri, Clarissa Bowers, Courtney Conlogue, Danielle Herrington, Emily Di Donato, Haley Kalil, Halima Aden, Hunter McGrady, Hyunjoo Hwang, Jamea Lynne, Jasmine Sanders, Josephine Skriver, Kate Bock, Kathy Jacobs, Kelsey Merritt, Kim Riekenberg, Lorena Duran, Malia Manuel, Marquita Pring, Myla Dalbesio, Olivia Brower, Olivia Culpo, Robin Holzken, Samantha Hoopes, Tanaye White, Valentina Sampaio, Vita Sidorkina
- 2021: Megan Thee Stallion, Naomi Ōsaka, Leyna Bloom, Maggie Rawlins, Natalie Mariduena, Nyma Tang, Tanaye White, Yumi Nu, Alex Aust, Allie Ayrs, Ally Courtnall, Amanda Kay, Anitta, Brooks Nader, Camille Kostek, Chelsea Heath, Cristen Harper, Danielle Herrington, Emily DiDonato, Gabriella Halikas, Haley Kalil, Jasmine Sanders, Josephine Skriver, Kate Bock, Kathy Jacobs, Katie Austin, Katrina Scott, Kelsey Merritt, Kristen Louelle, Lais Ribeiro, Marquita Pring, Naomi Osaka, Natalie Gage, Olivia Culpo, Saje Nicole, Summer Wilson, Taylor Sharpe, Tinashe, Valentina Sampaio
- 2022: Kim Kardashian, Ciara, Maye Musk, Yumi Nu, Christen Harper, Cindy Kimberly, Duckie Thot, Georgina Burke, Kamie Crawford, Katie Austin, Olivia Ponton, Breanna Stewart, DiDi Richards,  Nneka Ogwumike, Sue Bird, Te'a Cooper, Ashley Byrd, Ashley Callingbull, Breanna Stewart, Brooks Nader, Camille Kostek, Christen Harper, Cindy Kimberly, Drew Dorsey, Gigi Robinson, Hailey Clauson, Hillory Fields, Hunter McGrady, Jasmine Sanders, Josephine Skriver, Kamie Crawford, Kate Bock, Katie Austin, Katrina Scott, Kelly Crump, Kelly Hughes, Leyna Bloom, Lorena Duran, Lotta Hintsa, Mady Dewey, Manju, Marquita Pring, Michelle Fuente Steffen, Natalie Mariduena, Nicole Petrie, Sarafina El-Badry Nance, Tanaye White, Victoria DeHart Vesce, Yumi Nu
- 2023: Angel Reese, Brooks Nader, Camille Kostek, Christen Harper, Duckie Thot, Ellie Thumann, Georgina Burke, Hailey Clauson, Jasmine Sanders, Jennifer Atilémile,Kamie Crawford, Katie Austin, Kim Petras, Lauren Chan, Leyna Bloom, Lorena Durán, Madisin Rian, Mady Dewey, Marquita Pring, Martha Stewart, Megan Fox, Melissa Wood-Tepperberg, Nicole Williams English, Olivia Dunne, Olivia Ponton, Padma Lakshmi, Sixtine, Yumi Nu

Nel 2008 sono apparse per la prima volta sulla rivista le cheerleader della NFL americana; hanno posato per la rivista le squadre a sostegno di Tampa Bay Buccaneers, San Diego Chargers, Dallas Cowboys, Miami Dolphins, Philadelphia Eagles, Atlanta Falcons, Jacksonville Jaguars, New England Patriots, Oakland Raiders, Washington Redskins e Houston Texans. Nello stesso anno ha posato per un servizio di 4 pagine comparso sulla rivista anche la pilota di auto statunitense Danica Patrick, che anche nel 2009 è stata presente all'interno del magazine.
Inoltre, nell'edizione 2010 sono presenti le atlete Clair Bidez, Lacy Schnoor, Hannah Teter e Lindsey Vonn, partecipanti alla XXI edizione dei Giochi olimpici invernali; nello stesso numero è presente anche la tennista serba Ana Ivanovic. Nel 2013 ha posato per la rivista anche l'ostacolista australiana Michelle Jenneke; nell'edizione 2015 è stato pubblicato anche un servizio fotografico che vede protagonista la tennista danese Caroline Wozniacki. Nel 2017 anche la sua collega canadese Eugenie Bouchard ha posato per la rivista.
Halima Aden è stata invece la prima modella musulmana a indossare un hijab e il burqini sulla rivista nel 2019, mentre l'anno successivo Valentina Sampaio è stata la prima modella transgender a posare per SI Swimsuit. Nel 2021 Naomi Ōsaka è stata la prima atleta di colore a comparire non solo in una delle tre diverse copertine realizzate della rivista ma anche all'interno; una seconda copertina dello stesso numero è dedicata a Leyna Bloom, prima donna transgender di colore a comparire sia nella cover sia in un servizio pubblicato all'interno del magazine.

### Rookie of the year
Dal 2010 la rivista consente ai fan di partecipare online ad una procedura di voto per decidere a quale modella assegnare il titolo di Rookie of the Year (debuttante dell'anno). La scelta avviene sulla base di una combinazione tra il voto degli utenti, il parere dell'editore e sulla storia personale della modella come ambasciatrice del marchio Sl Swimsuit.
Le modelle che hanno ottenuto il titolo sono: Chrissy Teigen (2010), Kate Upton (2011), Nina Agdal (2012), Kate Bock (2013), Sara Sampaio (2014), Kelly Rohrbach (2015), Barbara Palvin (2016), Bianca Balti (2017), Alexis Ren (2018), Jasmine Sanders (2019), Josephine Skriver (2020), Katrina Scott (2021), Katie Austin e Christen Harper (2022, prima edizione in cui il premio è assegnato contemporaneamente a due modelle).

## Località
I servizi fotografici dello Sports Illustrated Swimsuit Issue sono stati realizzati prevalentemente in un paese all'anno. Con l'aumentare delle dimensioni del numero, anche il numero di località scelte per realizzare gli scatti è aumentato. Attualmente sono stati scelti i seguenti luoghi:
- 1964: Cozumel
- 1965: Baja California Sur
- 1966: Bahamas
- 1967: Arizona
- 1968: Polinesia francese
- 1969: Porto Rico
- 1970: Hawaii
- 1971: Repubblica dominicana
- 1972: Marina del Rey
- 1973: Bahamas
- 1974: Porto Rico
- 1975: Cancún
- 1976: Baja California
- 1977: Maui
- 1978: Brasile
- 1979: Seychelles
- 1980: Isole Vergini britanniche
- 1981: Florida
- 1982: Kenya
- 1983: Giamaica
- 1984: Antille olandesi
- 1985: Australia
- 1986: Polinesia francese
- 1987: Repubblica dominicana
- 1988: Thailandia
- 1989: Messico, Seychelles, Kenya, Lago Powell, Kauai, Saint-Barthélemy
- 1990: Grenadine, Isole Sopravento meridionali
- 1991: Turks e Caicos, Bali, Saint-Barthélemy
- 1992: Spagna
- 1993: Alaska, Florida Keys, Mackinac Island, Martha's Vineyard, Oahu
- 1994: California, Colorado, Florida, Bali, Pantelleria, Sardegna, Sint Maarten, Messico, Hong Kong
- 1995: Bermuda, Costa Rica
- 1996: Sudafrica
- 1997: Bahamas, Monaco, Venezuela, Messico, Malibù
- 1998: Maldive, Kenya, Indonesia, Galápagos, Ecuador
- 1999: Necker Island, Isola Guana
- 2000: Malaysia, Oahu, Maui, Messico
- 2001: Tunisia, Grecia, Italia, Bahamas, Las Vegas
- 2002: Messico, Guatemala, Costa Rica, Brasile, Argentina, Spanish Harlem
- 2003: Barbados, Kenya, Turchia, Florida Keys, Colorado, Vietnam, Grenada
- 2004: New York, Mississippi, Wyoming, Arizona, Iowa
- 2005: Exuma, Honduras, Croazia, California, Bora Bora, Cile, Thailandia, Costa Rica, Belize, Porto Rico
- 2006: Hollywood, Huahine, Las Vegas, Cartagena de Indias, Cat Island, Harbour Islands, Palm Springs
- 2007: Negril, Giamaica, Bahia, Maui, Lahaina, Grambling, Shreveport, Los Angeles, Tucson, Cleveland
- 2008: San Pietroburgo, Orlando, Florida, Isole Vergini Americane, Hawaii, Nicaragua, Isole Cayman, Turks e Caicos, Israele
- 2009: Yucatán, Messico, Tenerife, Saint George's, Grenadine, Napoli, Cappadocia, Repubblica Dominicana
- 2010: Canada, Cile, India, Maldive, California, Portogallo
- 2011: Isole Vergini Britanniche, Figi, Filippine, Singapore, Maui, California, Canada
- 2012: Bondi Beach, North Narrabeen, Apalachicola, Provincia di Bocas del Toro, Isole San Blas, Isola Desroches, Victoria Falls
- 2013: Antartide, Hayman Island, Guilin, Exuma, Easter Island, Etosha National Park, Swakopmund, Siviglia
- 2014: Aitutaki, Cape Canaveral, Maranhão, Zermatt, Svizzera, Madagascar, New Jersey, Figi, Isole Vergini Britanniche
- 2015: California, Oregon, Washington, Tennessee, Route 66, Illinois, Kansas, Missouri, Oklahoma, Texas, Nuovo Messico, Arizona, Utah, Wyoming, Idaho, Montana, Hawaii; Isole Vergini Americane, Florida
- 2016: Bora Bora, Zanzibar; Providenciales, Turks e Caicos, Malta, Tahiti; Casa de Campo, Petit Saint Vincent, Grenadines, Exuma, Bahamas
- 2017: Figi, Sumba, Indonesia, Tulum, Turks e Caicos, Finlandia
- 2018: Aruba, Bahamas, Belize, Nevis
- 2019: Costa Rica, Exuma, Kangaroo Island, Kenya, Paradise Island, Puerto Vallarta, Saint Lucia
- 2020: Repubblica Dominicana, Turks e Caicos, Balià
- 2021: Florida, New Jersey, California
- 2022: Barbados, Repubblica Dominicana, Belize, Montenegro

## Accoglienza
L'edizione dedicata ai costumi da bagno di Sports Illustrated è stata criticata dalle femministe americane, secondo cui "The Swimsuit Issue promuove il concetto dannoso e disumanizzante secondo cui le donne sono un prodotto destinato al consumo maschile".
Inoltre, molti abbonati hanno scelto di cancellare l'abbonamento alla rivista a causa dei contenuti della sua edizione speciale. In particolare l'edizione del 1978, in cui Cheryl Tiegs posava in Brasile per un tiro di lancio in una cima a rete bianca con i capezzoli completamente esposti, comportò più di 340 annullamenti. A partire dal 2005, tuttavia, il numero di cancellazioni è diminuito; dal 2007 la rivista consente anche ai suoi abbonati la possibilità di saltare l'edizione dedicata ai costumi da bagno con un credito per estendere l'abbonamento di una settimana.

## In altri media
Nel 2006 è stato diffuso anche un libro di 144 pagine intitolato Sports Illustrated: Exposure, che conteneva immagini inedite di 8 modelle che hanno posato per la copertina della rivista, realizzare in nove giorni su un'isola caraibica dal fotografo Raphael Mazzucco.